# Maria am Ostbahnhof

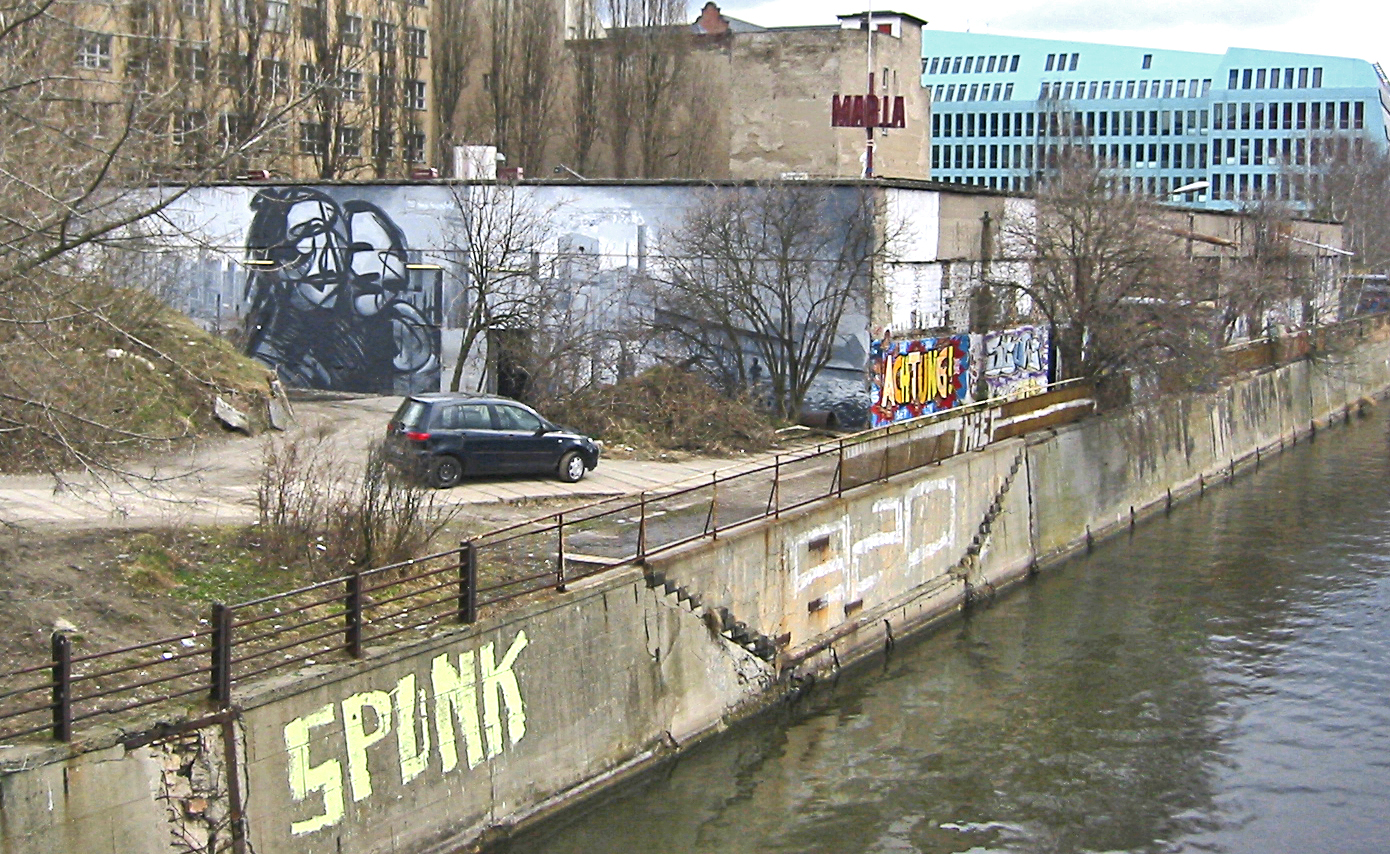
Maria am Ostbahnhof.

Le Maria am Ostbahnhof (également appelé Maria am Ufer) est une ancienne boîte de nuit située dans le quartier berlinois de Friedrichshain, dans l'arrondissement de Friedrichshain-Kreuzberg, en Allemagne. Elle se trouvait au 34 Stralauer Platz, en face de la gare de l'Est, dans un grand hall industriel.

## Histoire
La boîte de nuit est fondée en 1998 dans un bâtiment de stockage et d'administration de l'ancienne gare postale de l'Ostbahnhof, dans la rue de la Commune de Paris. En 2003, elle déménage dans les halls du club Deli, dans la rue An der Schillingbrücke, au bord de la Sprée. En 2005, l'arrière du hall est ouvert sous le nom de Josef, qui est utilisé comme deuxième dancefloor, mais aussi pour des événements séparés et plus petits.
La fermeture de la boîte de nuit est prévue après deux soirées d'adieu les 20 et 21 mai 2011, le Land de Berlin souhaitant vendre le terrain et y construire des hôtels, des appartements et des bureaux,. Ce projet est reporté et la boîte de nuit continue à fonctionner sous le nom d'ADS (An der Schillingbrücke) jusqu'au 31 décembre 2011.
Le 17 février 2012, elle rouvre sous le nom de Magdalena par de nouveaux exploitants et après de petites transformations, notamment un nouveau sound system, et des événements y sont à nouveau organisés régulièrement le week-end.